# Blankenburg (Szász-Anhalt)
Blankenburg település Németországban, azon belül Szász-Anhalt tartományban. Lakosainak száma 19 034 fő (2023. december 31.).

## Szomszédos községek
- Nordharz (észak)
- Halberstadt (északkelet)
- Thale (kelet, dél)
- Oberharz am Brocken (délnyugat)
- Wernigerode (nyugat)

## Népesség
A település népességének változása:
| Lakosok száma | 6010 | 20 509 | 19 985 | 19 817 | 19 248 | 19 161 | 19 034 |
|               | 1885 | 2014   | 2017   | 2019   | 2021   | 2022   | 2023   |